# Fidèle Lassie
Pour les articles homonymes, voir Lassie.
Pour plus de détails, voir Fiche technique et Distribution.
Lassie, la fidèle puis Fidèle Lassie (Lassie Come Home) est un film américain réalisé par Fred M. Wilcox, sorti en 1943. 
Il s'agit de la première adaptation du roman pour la jeunesse Lassie, chien fidèle (Lassie Come-Home) écrit en 1940 par Eric Knight.

## Synopsis
Par manque de moyens pour l'entretenir, les Carraclough, une famille de fermiers du Yorkshire, sont obligés de vendre leur brave chienne Lassie qui se retrouve chez le duc de Rudling, dans une autre région d'Angleterre. Mais la chienne s'enfuit et tente de retrouver le chemin de la maison...

## Fiche technique
- Titre original : Lassie Come Home
- Titre : Fidèle Lassie
- Réalisation : Fred M. Wilcox
- Scénario : Hugo Butler d'après le roman de Eric Knight Lassie, chien fidèle
- Musique : Daniele Amfitheatrof
- Photographie : Leonard Smith et Charles P. Boyle
- Montage : Ben Lewis
- Son : monophonique (Westrex Recording System) sur 35 mm.
- Maquillage :  Jack Dawn
- Décors : Cedric Gibbons
- [Direction artistique : Cedric Gibbons
- Direction d’enregistrement : Douglas Shearer
- Cascades : Larry Kert
- Effets spéciaux : Warren Newcombe
- Production : Samuel Marx et Dore Schary
- Société de production : MGM
- Pays de production :  États-Unis
- Langue originale : anglais
- Format : couleur (Technicolor) au 1.37:1
- Genre : film d'aventure
- Durée : 89 minutes
- Dates de sortie : 
  - États-Unis : 16 décembre 1943
  - France : 27 janvier 1950

## Distribution
- Elizabeth Taylor : Priscilla, la petite-fille du duc de Rudling
- Roddy McDowall (VF : Bernard Gilles) : Joe Carraclough, un écolier
- Donald Crisp (VF : Jacques Berlioz) : Sam Carraclough, le père de Joe
- Dame May Whitty (VF : Cécile Didier) : Dally, une femme âgée qui recueille Lassie
- Edmund Gwenn (VF : Pierre Morin) : Rowlie, un rétameur qui sympathise avec Lassie
- Nigel Bruce (VF : Jean d'Yd) : le duc de Rudling
- Elsa Lanchester (VF : Hélène Tossy) : Mme Carraclough, la mère de Joe
- Ben Webster : Dan' l Fadden, le mari de Dally
- J. Pat O'Malley : Hynes
- Alan Napier : Jock
- Arthur Shields : Andrew
- Pal (en) (colley sable mâle) : Lassie

## Autour du film
- Ce film est la toute première adaptation du roman à succès d'Eric Knight. L'auteur avait été invité par les studios MGM à assister au tournage et à rencontrer les acteurs du film[1]. Eric Knight trouve la mort en 1943 dans l'écrasement d'un avion[2] militaire, avant la sortie du film. Il n'aura pas connu l'étendue du succès universel de Lassie et de ses nombreuses adaptations à venir (films, téléfilms et séries télévisées).
- La production avait à l'origine engagé un colley femelle pour le rôle de Lassie. Mais au moment de devoir effectuer une cascade, la chienne avait trop peur et n'osait pas se lancer. De ce fait, elle fut remplacée par un mâle, Pal (en), entraîné par le dresseur Rudd Weatherwax (en)[3].
- En France, le film sort d'abord sous le titre de Lassie, la fidèle.
- Elizabeth Taylor, alors âgée de 11 ans, y joue l'un de ses tout premiers rôles au cinéma.